# Springville (Califórnia)
Springville é uma Região censo-designada localizada no estado americano da Califórnia, no Condado de Tulare.

## Demografia
Segundo o censo americano de 2000, a sua população era de 1109 habitantes.

## Geografia
De acordo com o United States Census Bureau tem uma área de 10,9 km², dos quais 10,8 km² cobertos por terra e 0,1 km² cobertos por água. Springville localiza-se a aproximadamente 551 m acima do nível do mar.

## Localidades na vizinhança
O diagrama seguinte representa as localidades num raio de 32 km ao redor de Springville.